# Loretana
Loretana is een geslacht van rechtvleugeligen uit de familie krekels (Gryllidae). De wetenschappelijke naam van dit geslacht is voor het eerst geldig gepubliceerd in 1991 door Desutter-Grandcolas.

## Soorten
Het geslacht Loretana omvat de volgende soorten:
- Loretana maxima Desutter-Grandcolas, 1991
- Loretana transversalis Gorochov, 2009